# Sneedville
La ville américaine de Sneedville est le siège du comté de Hancock, dans l’État du Tennessee. Lors du recensement de 2010, sa population s’élevait à 1 387 habitants.

## Histoire
Avant l’arrivée des Européens vers 1795, la zone était peuplée par les Melungeons.

## Source
- (en) Cet article est partiellement ou en totalité issu de l’article de Wikipédia en anglais intitulé « Sneedville, Tennessee » (voir la liste des auteurs).